# 형식인증서
형식인증서는 항공기를 운영하기 위해 필요한 인증서를 가리키는 단어이다. 형식증명서라고 불리기도 한다.

## 설명
형식인증서는 항공기 설계 과정(유형 디자인)에 따라 특정 범주의 항공기에 대한 감항성을 나타낸다. 자격증은 연속 생산을 목적으로 하는 새로운 유형의 항공기가 해당 국가에서 정한 항공법에 의해서 설정된 해당 감항성 요구 사항을 준수하고 있음을 확인한다. 최대 3개의 좌석에 대해 기본 범주 항공기 인증 비용은 약 100만 달러, 일반 항공 항공기의 경우 2,500만 달러, 여객기의 경우 수억 달러이다. 인증이 지연되면 수백만 달러의 비용이 발생할 수 있으며 프로그램의 수익성을 결정할 수 있다.

## 같이 보기
- 항공기
- 자격증